# Flavion (ruisseau)
Pour le village, voir Flavion.
Le Flavion (ou Floyon) est un ruisseau de Belgique, affluent en rive droite de la Molignée faisant partie du bassin versant de la Meuse.

## Parcours
Le Flavion prend sa source au nord-ouest de Corenne et, coulant d'ouest en est dans l'Entre-Sambre-et-Meuse, en province de Namur, traverse Flavion, Anthée, Ostemerée, Serville et Weillen. Il remonte ensuite vers le nord et, traversant le 'Bois de Foy', se jette dans la Molignée. Leur confluent est surplombé par les ruines du château de Montaigle.

### Bassin nord

#### Ruisseau du Bultia
Le ruisseau du Bultia est issu de résurgences d'un terrain fangeux, situé au lieu-dit les Rauwisses (rau = ruau = ru = ruisseau ;Wé = gué, abreuvoir, mare; aiwe = eau; aiwi = puisoir; aiwija = pré humide).
En 1860 on y a découvert quelques tombes gallo-romaines et franques.

#### Cerfontaines

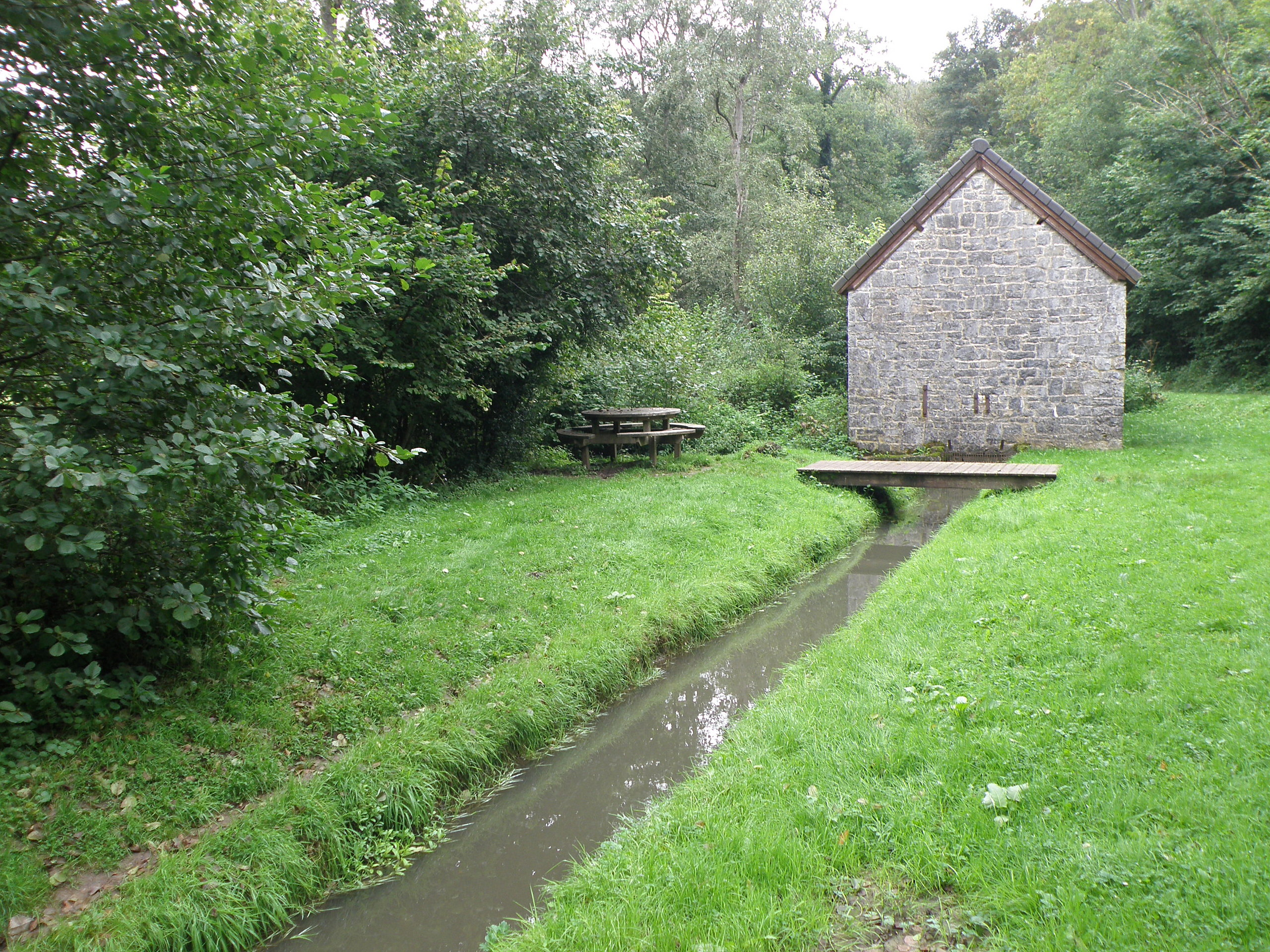
La Machine à l'eau avec son bief d'amenée à Sommière, sur la rive droite du Flavion (qui coule entre les buissons à gauche sur la photo).

Les Cerfontaines devrait s'appeler « les 7 fontaines », comme sur la carte de Ferraris (1778), car à cet endroit surgissent sept sources qui alimentent le ruisseau des Cerfontaines et deux étangs. L'une de ces sources est appelée la « fontaine au soleil » qui est, suivant la tradition orale, soit un lieu de culte ancien, soit d'orientation.
Au siècle dernier ont aussi été découvertes quelques tombes gallo-romaines, également des vestiges de bas-fourneaux de la même époque. On peut encore voir dans les environs des « fondrys » ou « ferrières » : carrières où l'on a extrait du minerai de fer. À proximité, sourd la fontaine Saint-Gilles ; une chapelle aujourd'hui disparue était dédiée à ce saint et dépendait de l'abbaye de Brogne de Saint-Gérard. Une pierre d'autel fut trouvée dans une étable de la ferme de Béhoude ; elle est actuellement replacée à un autel de l'église abbatiale de Maredsous.
Les ruisseaux du Bultia et des Cerfontaines alimentent le ruau de Béhoude, situé sur le territoire d'Ermeton-sur-Biert. Aux Cerfontaines, vers les XVe / XVIe siècles subsistaient quelques masures : une population soit de mineurs, soit de faudeurs (faudeurs = gens qui font du charbon de faude = distillation du bois à l'abri de l'air, pour les besoins des fourneaux).
Bien avant, probablement au XIIe siècle, période des croisades, on prétend qu'à cet endroit s'élevait un monastère de moinettes : les vestiges d'une enceinte et de plus ou moins 14 pièces y subsistent.
Une légende raconte que les méditations et le sommeil de ces moniales étaient sans cesse troublés par le coassement des grenouilles. Les saintes filles prièrent avec tant de ferveur que le Bon dieu exauça leur vœu et condamna ces batraciens à un éternel silence.

### Bassin sud

#### Alimentation du Floyon

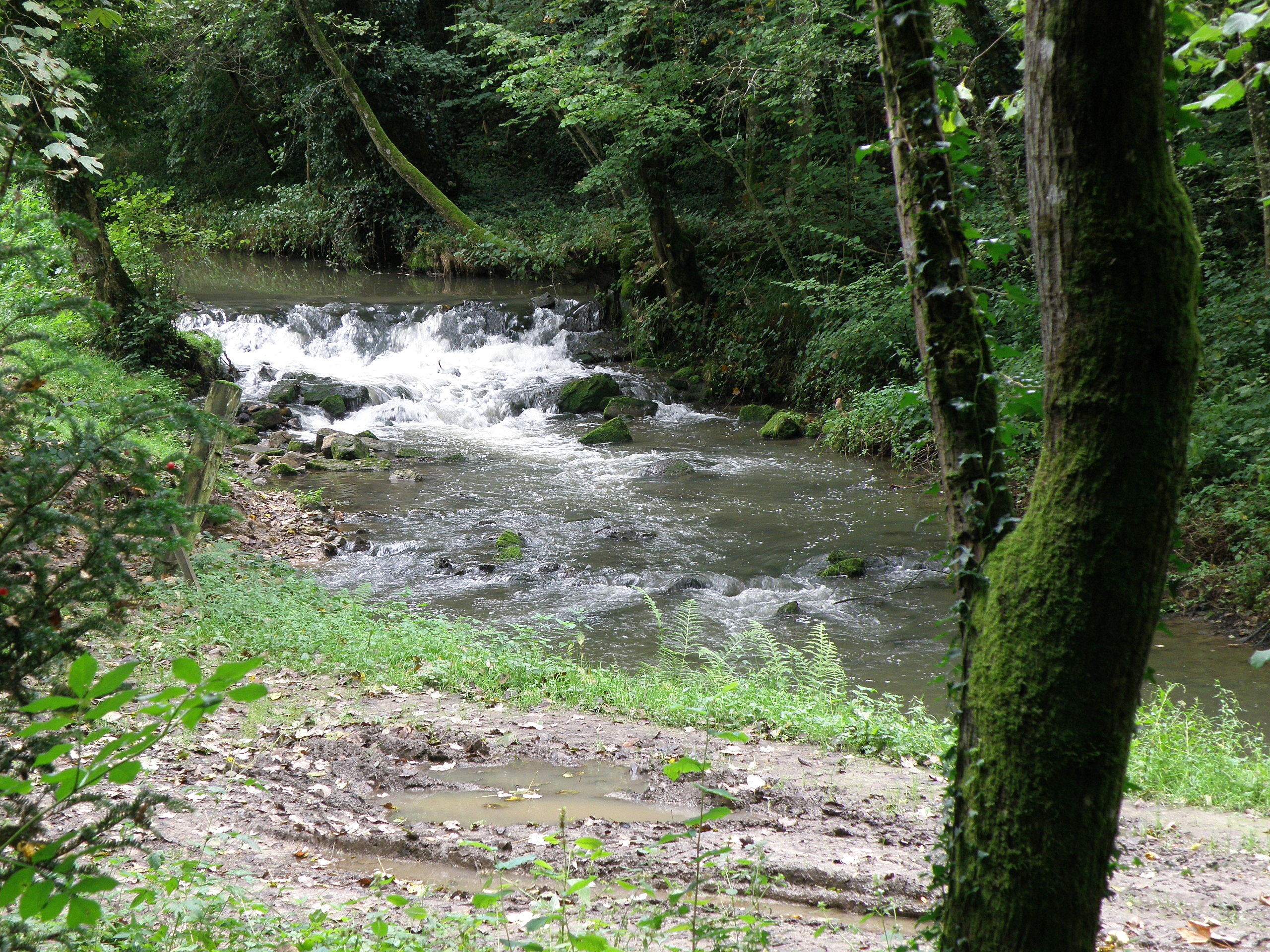
Le Flavion à Falaën.

Contrairement à ce que l'on peut supposer, ni le village n'a donné son nom à la rivière, ni celle-ci n'a donné son nom au village.
Le nom du village Flavion trouve ses racines soit dans le nom d'un chef ou riche propriétaire romain du nom de Flavius ou de flavinne qui est une pierre blanchâtre désagrégée ; de toutes façons, les deux vocables ont la même étymologie.  
Pour la rivière, on trouve au fil des siècles les dénominations suivantes : rivière du Flaon (1355), rieu de Flavion (1409), rieu de Flayon (1453), rieu de Floyon et rieu de Flaion (1485).-
Le rieu de Floyon est l'appellation populaire employée par les riverains; rieu de Flayon ou autres sont des déformations savantes employées dans les textes officiels d'antan. Dans les racines celtiques Floye signifie couler.
Depuis sa source, à l'orée du bois de la Sayette et des terrains fangeux du bois de Corenne, le Floyon parcourt une quinzaine de kilomètres jusqu'au pied des ruines du château de Montaigle à Falaën où, au confluent avec la rivière venant de Stave — qui prend sa source à 200 mètres à peine de la source du Flavion, puis coule par Biesmerée, Ermeton-sur-Biert (où il reprend des eaux), Maredret, Sosoye, Falaën —, il prend le nom de Molignée qui est un nom récent issu des exploitations meunières et industrielles de l'abbaye de Moulin à Warnant.
En passant par Weillen, à Flun, le Floyon arrose les pieds d'un magnifique menhir « La Pierre du Diable ».
De l'ouest
Le Floyon reçoit les affluents suivants : le ruau de Louchenée qui prend sa source à la Jonquière à Corenne (Jonquière = lieu ou poussent des joncs), le ruau Saint-Michel venant de Jusaine, du nom de son patronyme dédié à une chapelle dont il ne reste que quelques débris au sol.  La fontaine était enfermée dans un bassin en pierre, dont le trop-plein s'écoulait à l'extérieur.  On a trouvé sur les lieux de cette chapelle (ou ermitage), un billon de Guillaume II, un patard de Philippe le Beau et une petite pièce de Charles-Quint, ce qui laisse supposer que cette chapelle fut détruite vers 1554 par les soldats de Henri II, roi de France, ou par les Gueux vers 1558, qui incendièrent également l'abbaye de Brogne.
Sur le territoire de Flavion : les sources Saint-Martin et le Trou des Cloches (2 résurgences importantes à 50 mètres de notre rieu, actuellement captées par l'Intercommunale Namuroise de Services Publics ou INASEP) . 
Du nord

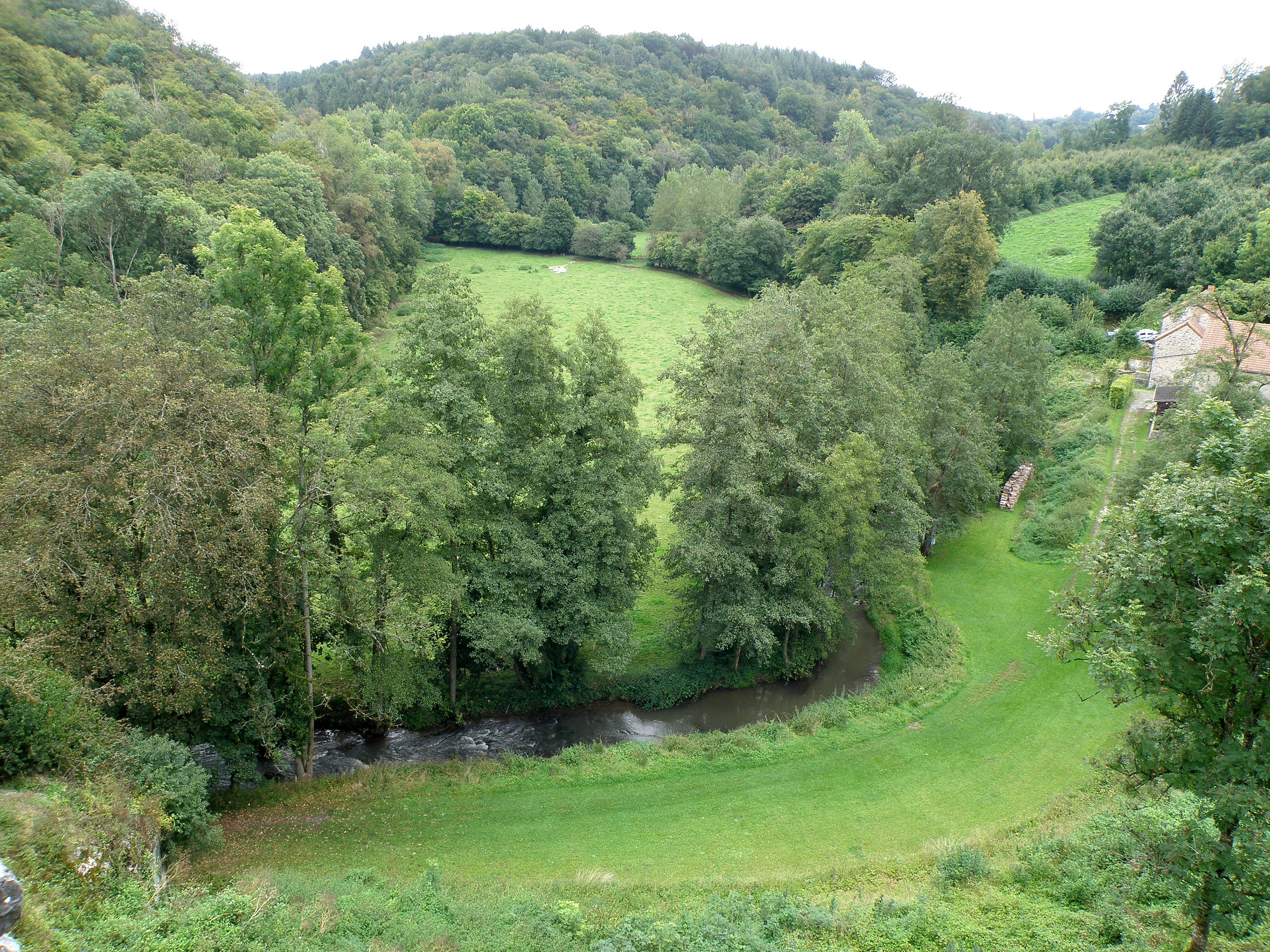
Le Flavion à Falaën, vu du haut des murailles du château-fort de Montaigle, à quelque 300 mètres de son embouchure dans la Molignée.

Presque au même endroit, il reçoit le ruisseau longeant les Illiats (cimetière gallo-romain de plus de 360 tombes) qui prend sa source près du chemin de Dinant (ancienne voie romaine). Cent mètres plus loin, un petit ru, résultant de quelques petites sources situées dans les Bris, et le surplus de la station de pompage du village.
À ce confluent nous pouvons remarquer les vestiges d'une retenue d'eau et des berges tourmentées. Il s'agit là, des restes d'une retenue pour l'usage d'une petite forge; c'est également l'endroit où s'élevait  entre les années 1516 et 1541 d'un fourneau exploité par un membre de la famille Laurent (famille qui a fourni à Flavion une lignée de meuniers, échevins, mayeurs et un curé).
Plus loin, au lieu-dit Paradis, en face d'une rocaille appelé le trieux des bruyères (marchet de 8 mètres de diamètre), il y avait au bord du Floyon, la « Grosse Pierre » aujourd'hui disparue mais restée vivante dans la mémoire des anciens du village. Cette pierre était utilisée par les femmes du village pour y laver et battre le linge. 
Au centre du village, dans le fond de la rue du Tram, une fontaine servait, comme la grosse pierre, de lavoir pour les femmes du village.
De l'autre côté de la rue, un vivier et une réserve où se retrouvent des palmipèdes en voie de disparition. Ce vivier, à truites à l'origine, fut creusé par Jehan de Néverlée vers 1630, dans un terrain appartenant à la communauté, sans en avoir officiellement fait la demande à celle-ci: il avait cependant (après procès) cédé en contrepartie, un terrain de plus-value, provenant de son héritage. Autre résurgence ou siphon : dans la cave de la ferme Par de La Lieaue, un puits dont le niveau est constant.  Bien plus loin, dans un pré, proche du Moulin, une autre petite source.
Du sud
Le ruau de Rosée (ou ruau de Fourneau) trouve ses origines à Rosée, à la Fontaine Saint-Remy et au petit bois des Prailes. Il s'engouffre sous terre à la Fosse du poirier et ressurgit 24 heures plus tard sous la roche en contrebas du Trou des nutons (le volume de cette résurgence était en 1984 du double en volume du ruau précité - à noter que dans les prés, il existe des sources sporadiques). 
De Rosée aussi, dans les bois du même nom, le ruisseau du Fond des Neujis (Neujis = noisetiers) alimente notre Floyon.
Du nord-est
Au Tronia, au Luc, (Tronia = troëne, tremble - Luc = du latin lux, lucis, = lumière), près de Magau, près de la route romaine, une fange donne naissance à un ruisseau anciennement dénommé « La Marcelle » : il alimente le Floyon sur le territoire d'Anthée, au château de la Forge. 
À Magau, d'autres sources forment le ruau de Dincourt.
À Biert Le Roy, (propriété du roi de France), au Tronia, à Hayee, diverses sources forment le ruau de Hayee.
Ces deux ruisseaux convergent vers le Fond Sucet, ensuite vers Fter et se jette dans le Floyon à Serville (la ferme de Hayee ou Haille est déjà citée dès le XIIIe siècle).

## Autres bibliographies
(décembre 2014).
- AEN (Archives de l'État à Namur) - fonds Jacquier de Rosée n° 596
- AEN - Informations Conseil de Namur n° 170
- AEN - Transports - échevinage
- AEN - Transports et échevinage
- AEN - Fonds Jacquier de Rosée n°596